# Wim Kok (scheidsrechter)
Wim Kok (Enschede, 28 september 1950) is een voormalig Nederlands voetbalscheidsrechter die van 1988 tot 1989 in de Eredivisie floot. Nadat hij in 1990 afscheid nam van het leiden van een wedstrijd is hij tot 2005 nationaal/internationaal grensrechter geweest bij de KNVB/FIFA.